# Paolo Romeo
Paolo Romeo, né à Acireale, dans la province de Catane en Sicile le 20 février 1938, est un cardinal italien, archevêque émérite de Palerme depuis 2015.

## Biographie

### Jeunesse et formation
Entré au séminaire de Acireale, il rejoint Rome dès 1959 pour poursuivre ses études. Il y obtient une licence en théologie à l'université pontificale grégorienne puis un doctorat en droit canon à l'université pontificale du Latran. 
Il est ordonné prêtre le 18 mars 1961 pour le diocèse d'Acireale.

### Diplomate
En 1964, il rejoint l'académie ecclésiastique pontificale, et le 1er janvier 1967 il entre au service de la diplomatie du Saint-Siège. Il occupe des fonctions successivement dans différentes nonciatures apostoliques à travers le monde: Philippines (en), Belgique (en), Luxembourg (en) et communautés européennes, Venezuela (en), Rwanda et Burundi. 
En 1976 il est rappelé à la secrétairerie d'État pour suivre la situation de l'Église en Amérique latine. 
Le 17 décembre 1983, le pape Jean-Paul II le nomme nonce apostolique en Haïti avec le titre d'archevêque titulaire de Vulturia (de). Il reçoit la consécration épiscopale le 6 janvier 1984 des mains même du pape. 
Il reste six ans en poste à Haïti avant d'être nommé nonce en Colombie (en) de 1990 à 1999. Il est brièvement nonce apostolique au Canada de 1999 à 2001 avant d'être rappelé à Rome comme nonce apostolique en Italie (en) et à Saint-Marin (en).

### Archevêque de Palerme
Le 19 décembre 2006, il est nommé par Benoît XVI archevêque de Palerme en remplacement du cardinal Salvatore De Giorgi qui se retire, atteint par la limite d'âge. 
Le 27 octobre 2015, François accepte sa démission du siège archiépiscopal de Palerme, et nomme Corrado Lorefice pour lui succéder.

### Cardinal
Il est créé cardinal par Benoît XVI. Il reçoit alors le titre de cardinal-prêtre de Santa Maria Odigitria dei Siciliani. 
Il participe au conclave de 2013 qui élit le pape François. Il perd son droit de vote le 20 février 2018, jour de son 80e anniversaire, ce qui l'empêche de participer aux votes du conclave de 2025 (élection de Léon XIV)..

## Succession apostolique
Paolo Romeo a ordonné les évêques suivants :
- Évêque Jean Alix Verrier (1986)
- Archevêque Guire Poulard (1988)
- Évêque Fabio de Jesús Morales Grisales (de), C.SS.R. (1991)
- Cardinal Rubén Salazar Gómez (1992)
- Évêque Nel Beltrán Santamaría (es) (1992)
- Évêque Alonso Llano Ruiz (de) (1993)
- Évêque Jorge Enrique Lozano Zafra (es) (1993)
- Évêque Tulio Duque Gutiérrez (es), S.D.S. (1993)
- Archevêque Darío de Jesús Monsalve Mejía (es) (1993)
- Évêque Jaime Prieto Amaya (es) (1993)
- Évêque Julio César Vidal Ortiz (es) (1994)
- Évêque José de Jesús Quintero Díaz (de) (1996)
- Évêque Antonio Bayter Abud (es), M.X.Y. (1997)
- Évêque Héctor Ignacio Salah Zuleta (es) (1998)
- Archevêque Arthé Guimond (2000)
- Archevêque Martin William Currie (2001)
- Évêque Gianfranco Todisco (it), P.O.C.R. (2003)
- Évêque Giovanni Scanavino (it), O.S.A. (2003)
- Évêque Luigi Antonio Cantafora (it) (2004)
- Évêque Vincenzo Carmine Orofino (it) (2004)
- Évêque Giovanni D'Alise (it) (2004)
- Évêque Lino Pizzi (it) (2006)
- Évêque Sergio Pintor (it) (2006)
- Évêque Carmelo Cuttitta (it) (2007)
- Évêque Mariano Crociata (2007)
- Évêque Calogero Peri (it), O.F.M.Cap. (2010)
- Évêque Antonino Raspanti (it) (2011)
- Archevêque Corrado Lorefice (2015)